# Ле Миро
Ле Миро (фр. Les Mureaux) град је у Француској, у департману Ивлен.
По подацима из 1999. године број становника у месту је био 31.739.

## Демографија
| 1962.  | 1968.  | 1975.  | 1982.  | 1990.  | 1999.  | 2011.  |
| ------ | ------ | ------ | ------ | ------ | ------ | ------ |
| 19.016 | 21.733 | 28.165 | 31.619 | 33.089 | 31.739 | 30.739 |

## Градови побратими
- Алканена
- Сосновјец